# Rami
Pour les articles homonymes, voir Rami (homonymie).
 (décembre 2021).
Si vous disposez d'ouvrages ou d'articles de référence ou si vous connaissez des sites web de qualité traitant du thème abordé ici, merci de compléter l'article en donnant les références utiles à sa vérifiabilité et en les liant à la section « Notes et références ».
Le rami est un jeu de cartes de combinaisons (c'est-à-dire que le but est de faire des combinaisons de cartes) pour deux joueurs et plus. Il ne doit pas être confondu avec le rummy, un jeu dérivé du rami, usuellement connu sous le nom de la marque déposée Rummikub.

## Historique
Le rami est un jeu de cartes particulièrement apprécié dans de nombreux pays du monde ; il existe de nombreuses variantes du rami selon les spécificités régionales. La forme actuelle du rami est dérivée de règles apparues au début du XXe siècle.
Le jeu du rami est directement inspiré d'un jeu dénommé conquián apparu à la frontière du Mexique et des États-Unis à la fin du XIXe siècle, celui-ci étant lui-même inspiré d'un jeu appelé kuwaho ou cuajo originaire des Philippines et qui serait une variante du kanhu, un jeu apparu sous la dynastie Song de Chine, au XIIe siècle, sous le règne de Song Gaozong.

## Matériel
Le rami se joue avec deux jeux de 54 cartes classiques (52 cartes et 2 jokers), soit 106 cartes. L'ordre des cartes est as-2-3-4-5-6-7-8-9-10-valet, dame ou roi .L'as peut avoir dans une série, à savoir , s'il se trouve dans une série as, 2, 3 .. ou 11, s'il se trouve après le roi. 2 joker sont éliminés pour ne se trouver qu'avec 2 jokers pour l'ensemble.

## But du jeu
Gagner une manche, c'est poser toutes ses cartes sur le tapis, en une ou plusieurs fois. Les autres joueurs marquent le nombre de points correspondant aux cartes qui leur reste dans les mains 
La partie se termine lorsqu'un joueur atteint ou dépasse 1 000 points. Le joueur ayant le moins de points remporte alors la partie (somme des manches).

## Distribution
Le donneur de la première manche est tiré au sort et il choisit sa place. Les deux jeux sont mélangés (2 x 52 cartes + les 2 jokers) pour ne former qu'un paquet. 
Ensuite, le donneur fait couper le paquet par le joueur à sa droite, à savoir celui qui a donné au tour précédent, puis distribue 12 cartes à chaque joueur (3 + 3 + 3 + 3 ), dans le sens des aiguilles d'une montre, et 13 pour lui-même (3 + 3 + 3 + 3 +1). Le reste des cartes est retourné faces cachées : c'est la pioche. 
À chaque manche, le joueur suivant distribue les cartes, devenant donneur.

## Le jeu
C'est le donneur qui commence ; il organise son jeu avec les cartes qu'il a en main et se débarrasse d'une carte — de façon à ne garder que 12 cartes en main — créant ainsi une deuxième pile de cartes (« défausse »), faces visibles, à côté de la pioche. 
Le joueur suivant pioche une carte, organise son jeu et jette une carte, et ainsi pour chaque joueur suivant, dans le sens des aiguilles d'une montre.  

### Tour de jeu
Le joueur dont c'est le tour commence par piocher, soit la première carte de la pioche, soit la première carte de la défausse — mais seulement si cette dernière lui permet de poser tout ou une partie de son jeu (et elle doit dans ce cas être posée pendant le tour présent). Puis, s'il en a la possibilité, il :
- pose tout ou une partie de ses cartes afin de former une ou plusieurs combinaisons sur le tapis (voir règles plus loin) ;
- pose une ou plusieurs de ses cartes sur un ou plusieurs jeux déjà posés — par lui-même ou par d'autres joueurs ;
- échange un joker déjà posé avec une carte de sa main possédant la même valeur que celle représentée par le joker (mais seulement s'il a déjà posé). Il doit alors poser une combinaison avec ce joker tout de suite.

Enfin, il se défausse d'une carte de sa main et la place sur la pile de défausse, face visible. 
La manche s'achève alors, c'est au joueur suivant de jouer.
Un joueur est « crête carte » lorsqu'il ne lui reste qu'une seule carte en main ; il ne peut alors jamais piocher la première carte de la défausse et doit dire « carte » sous peine de devoir piocher deux cartes. N'importe quel joueur peut déclarer la faille.

### Combinaisons valides
Les combinaisons qui peuvent être posées (voir plus loin pour la première pose) :
- série de trois cartes de même valeur (brelan) ou de quatre cartes de même valeur (carré), mais de couleurs différentes. Par exemple : 3♦-3♣-3♠.
- séquence (suivi ou tierce dans certaines variantes) d'au moins trois cartes consécutives de même couleur. Par exemple : A♥-R♥-D♥.
- Attention : l'as mis en position de 1, restera un 1. L'as mis en position d'as (après le roi) restera un as.
- On peut mettre un joker pour remplacer n'importe quelle carte, mais un seul joker par séquence. Cette règle ne s'applique que pour le joker et aucune autre carte. Toute carte faisant partie d'une combinaison peut être récupérée par un autre joueur pour former une autre combinaison (à condition qu'il reste toujours 3 cartes dans celle-ci).
- Une combinaison de quatre cartes de même valeur (carré), mais de couleurs différentes. Par exemple : 7♦-7♣-7♠-7♥ peut également être modifiée, à condition qu'il reste toujours 3 cartes dans celle-ci, afin de former une autre combinaison avec la carte retirée.
- Il est interdit de déposer une suite de plus de 5 cartes. Dans le cas ou un jour possède une suite de plus de 5 cartes, par exemple 6, voir 7, il devra scinder la dépose, 2 x 3 pour la suite de 6, ou 1 x 3 et 1 x 4 pour la suite de 7, et voir plus.

Chaque joueur joue chacun à son tour, jusqu'à ce qu'un joueur ait posé ou défaussé sa dernière carte. Si la pioche est vide on mélange la pile de défausse pour créer une nouvelle pioche.

### Évaluer une combinaison
Chaque combinaison vaut un certain nombre de points. Ces points sont la somme des points attribués aux cartes qui la composent :
- Les cartes du 2 au 10 valent leur valeur (donc de 2 à 10 points)
- Le valet, la dame et le roi valent 10 points chacun
- L'as vaut 1 s'il n'est pas dans une séquence précédé d'un roi. Il vaut 11 s'il est dans une séquence avec un roi, s'il est dans un brelan, ou s'il est dans un carré.
- Un joueur ne peut pas ajouter un joker dans la suite franche de l’un de ses adversaires.

### Première pose
Pour poser la première fois, chaque joueur doit poser un groupe de combinaisons ayant les caractéristiques suivantes :
- Contenir au moins 51 points, c’est-à-dire une séquence de trois cartes de même couleur (si'l y a un joker, celui-ci comptera pour 0)

Exemple de jeu que l'on pourrait poser : (8♠ - 7♠ - 6♠) + (As♦ - As♣ - As♥)
Ce jeu fait (8+7+6) + (11+11+11) = 54 (les as dans un brelan valent onze)
Ce critère n’est à remplir que pour la première pose. On peut poser plus de 51 points. On peut poser de nouveaux brelans, carrés ou séquences, et l’on peut compléter ou modifier des combinaisons posées par un adversaire. Dans ce dernier cas, seules les cartes nouvellement posées par le joueur sont comptabilisées dans le calcul des 51 points.

### Remplacer un joker
On peut remplacer un joker posé chez soi ou chez un adversaire (si on a déjà « déposé »), sauf un joker dans un brelan (mais pas de problème pour un carré). Il faut posséder la carte dont le joker a pris la place. On pose alors la carte à la place du joker et on prend le joker dans sa main pour le jouer tout de suite dans une combinaison. Exemple :
- 1♠-2♠-Joker. Si on a le 3♠, on peut remplacer le joker
- 9♣-9♠-Joker. Même si on a le 9♦ on ne peut pas remplacer le joker.
- Par contre on peut poser le 9♦ pour créer un carré 9♣-9♠-9♦-Joker.
- Mieux, si on a le 9♦ et le 9♥, on peut poser les deux pour remplacer le joker (le premier permet de former un carré, et le deuxième remplace le joker dans le carré).

### Tout poser d'un coup
Pour poser tout son jeu d'un coup, il faut avoir au minimum 51 points, et selon les variantes, ne pas s'aider des combinaisons déjà posées sur la table de jeu. Il faut également garder une carte pour pouvoir la jeter à la fin de son tour.
Poser tout son jeu d'un coup alors que personne d'autre n'a encore posé se dit aussi faire un « rami sec ». En pareil cas, le joueur marque -50

### Fin de la manche
La manche est finie quand l'un des joueurs n'a plus de cartes en main (il est cependant obligé de se défausser d'une carte à la fin, comme à n'importe quel tour de jeu). 
Lorsque le gagnant  de la manche a posé toute ses cartes sur la table, les autres joueurs — perdants —, comptent les points qu'ils ont dans leur main. Les cartes qui sont posées sur la table ne comptent pas, d'où l'intérêt de poser ses cartes le plus tôt possible. Chaque joueur marque alors un nombre de points égal à la somme des points de ses cartes restant en main, sachant que :
- Un as, dans cette situation, vaut toujours 11.
- On peut mettre 2 jokers dans une suite. ! le joker ne possède aucune valeur, sauf celle en fin de manche et qui est resté dans les mains du jours.
- Quelqu'un qui n'a pas encore posé ne compte pas ses points et marque +100. (dans la cas où il possède un joker, ce dernier n'est pas comptabilisé, seule la pénalité de 100 est retenue)
- Celui qui pose tout d'un coup alors que personne d'autre n'a encore posé fait un rami sec et marque - 50
- Celui qui a posé et terminé en plusieurs fois marque -20

## Variantes (si elles sont invoquées, elles doivent être signalées et convenues avant le début de partie).
Il existe de nombreuses variantes aux règles. Les variantes peuvent porter sur :
- le nombre de cartes en main ;
- le nombre de points pour poser ;
- le comptage des points ;
- défausse d'une carte au dernier tour ou pas ;
- besoin ou pas d'avoir le nombre de points pour faire un rami sec ;
- comptage ou pas du joker selon la valeur de la carte qu'il remplace ou lui donner une valeur de 35 ;
- continuité circulaire des valeurs des cartes : c'est-à-dire pouvoir constituer une suite telle que : Dame, Roi, As, 2, 3
- pour poser la première fois, certaines variantes exigent 81 points, d'autres 71 points…

### Nombre de cartes en main
Le nombre de cartes en main est de 14  (sauf lors de la donne ou le donneur s'en est servi 15, avant de déposer la quinzième pour passer la main à l'autre donneur). Certaines variantes peuvent donner un autre nombre de cartes.

### Nombre de points pour poser la première fois
Il faut moins de 51 points pour poser la première fois. Un joueur ne peut déposer la totalité de ses cartes lors du premier tour.

### Le comptage des points
- Poser d'un coup, même si on n'est pas le premier à poser, fait marquer 100 points aux autres joueurs
- Un joker non utilisé peut valoir 20 points

, sauf dans le cas où le joueur n'avait déposé aucune carte.

### Défausse au dernier tour
Lors de dernier tour, le joueur qui termine, doit impérativement déposer une carte (à l'envers pour cacher la face) sur le paquet de défausse, clôturant ainsi la manche..

### Le « 14 » ou « arba'a-ta'ch »: version libanaise du rami
1. L'as vaut toujours 10 ;
2. Pour utiliser un joker dans une séquence de cartes de même couleur, il faut que la carte que le joker remplace ait déjà été complètement grillée (les deux cartes contenues dans le paquet doivent avoir été descendues) ; cela n'est pas nécessaire pour un brelan ou un carré ;
3. Le joueur peut piocher une carte dans la défausse à condition de faire une pose d'au moins 71 points ;
4. Lors d'un rami sec, le joueur a le droit de compléter une séquence ou un brelan ;
5. Lors d'un rami sec :
  - Si le joueur n'a utilisé aucun joker, alors les adversaires marquent chacun le double de la valeur numérique de leurs cartes en main ;
  - Si le joueur a utilisé un joker, alors les adversaires marquent une fois et demi la valeur numérique de leurs cartes en main ;
  - Si le joueur a utilisé deux jokers, alors les adversaires marquent chacun la valeur numérique de leurs cartes en main ;
  - Dans l'éventualité où l'un des joueurs n'a fait aucune pose, alors on lui marque 100, 150 ou 200 points selon que l'adversaire a utilisé des jokers ou non ;

- Il est obligatoire de :
  - Poser toutes ses cartes avant de déposer la dernière dans la défausse, même si le compte a été annoncé ;
  - Ne pas toucher la défausse et ensuite piocher une carte : dans ce cas, le joueur fautif ne pourra effectuer de rami sec.

### La partie à 1000...
La partie à 1000 désigne la dernière partie du jeu qui est multiplié par 1000 afin de donner un peu plus d'enjeu à la partie.

### Rami voleur
Cette version du jeu, aussi appelée "raub rami" en allemand, permet aux joueurs de prendre des cartes déjà posées sur la table, et de les incorporer à leur main, pour réaliser de nouvelles combinaisons.
Il est possible de ne prendre qu'une fraction des cartes constituant des combinaisons déjà posées, pour autant que ce qui demeure sur la table constitue au moins un brelan ou une suite de trois cartes. Il n'est pas permis de n'abandonner à leur sort que des cartes isolées ou par paires.
Cette version du jeu, moins rigide, est très riche de possibilités, en ce que le joueur audacieux pourra réaliser de jolies poses sur la table, tout en courant le risque d'éventuellement conserver dans sa main des cartes indésirables qui lui feront marquer des points.

## Joueurs notables
- Paul Chemla
- Stu Ungar (notamment pour le gin rami)
- SCH
- Ayden Tange
- Leopold Ransy

## Autres jeux du même type
Il existe de nombreux jeux de cartes de la même famille que le rami, à commencer par le Gin rami ou le Kalooki une variante jamaïcaine. Les jeux de rami sont généralement des jeux de cartes de combinaisons. Cette famille peut s'étendre, par exemple, jusqu'à la canasta. Un mélange de rami et de poker donne le jeu de Raker, plus difficile avec l'adjonction de jetons.
En remplaçant les cartes par des tuiles en plastique ou en bois, le rami a dérivé en rummy. La marque Rummikub a été déposée et a même remporté le prix du Spiel des Jahres en 1980. Un jeu pratiquement identique existe en Turquie : le okey.
Le mah-jong, un jeu d'origine chinoise, comporte de nombreuses similarités avec le rami, bien qu'il soit plus complexe et sans lien de parenté.

## Popularité
Il est répandu en Tunisie où il est joué dans les cafés.